# سرگئی استودنیکوف
سرگئی پتروویچ استودنیکوف (روسی: Сергей Петрович Студенников (متولد ۲۴ مارس ۱۹۶۷، روستای لِووکومسکویه، سرزمین استاوروپول، جمهوری شوروی سوسیالیستی شوروی، اتحاد جماهیر شوروی) یک تاجر و میلیاردر روسی است. بنیان‌گذار و مالک فروشگاه‌های زنجیره‌ای رد اند وایت. در سال ۲۰۱۸، او با ثروتی بالغ بر ۹۵۰ میلیون دلار، در رتبه ۱۱۵ ثروتمندترین تاجران روسیه در مجله فوربس قرار داشت. در سال ۲۰۲۰، او با ثروتی بالغ بر ۱ میلیارد دلار، وارد فهرست ۱۰۰ ثروتمند برتر روسیه در مجله فوربس شد و رتبه ۹۷ را کسب کرد و در سال ۲۰۲۱ با ثروتی بالغ بر ۱٫۸ میلیارد دلار به رتبه ۷۸ صعود کرد و در سال ۲۰۲۴ با ثروتی بالغ بر ۳٫۲ میلیارد دلار، رتبه ۴۴ را در این رتبه‌بندی کسب کرد.

## اوایل زندگی
استودنیکوف در روستای لِوُکومسکی، واقع در ساحل رودخانه کوما در قسمت شمال شرقی سرزمین استاوروپول، متولد شد. پس از تولد پسرشان، والدینش به شهر کوچک باکال در ناحیه ساتکا در غرب منطقه چلیابینسک نقل مکان کردند. سرگئی استودنیکوف پس از اتمام مدرسه، وارد رشته فنی در دانشکده معدن و سرامیک در شهر ساتکا شد.
سرگئی استودنیکوف پس از فارغ‌التحصیلی از دانشگاه، در رشته تخصصی خود در صنعت معدن مشغول به کار شد و سپس به ارتش پیوست. پس از بازگشت از خدمت، به چلیابینسک نقل مکان کرد. به گفته خود تاجر، این نقل مکان برای او آسان نبود. به دلیل کمبود بودجه، دوستان و روابط خانوادگی، او در زمستان چند هفته در ایستگاه قطار زندگی می‌کرد و به عنوان لودر در بازار کار می‌کرد. او دوست ندارد این دوران را به یاد بیاورد. «از کودکی، رؤیای فروشنده شدن را در سر می‌پروراندم. استودنیکوف در مصاحبه‌ای با مجله آر بی اس در سال ۲۰۱۹ گفت: «مادرم هر روز مرا برای خرید مواد غذایی می‌فرستاد و من حسادت می‌کردم: این مرد پشت صندوق مجبور نبود در صف بایستد، در حالی که دیگران ساعت‌ها آنجا می‌ایستادند.» او تحصیلات عالی ندارد.

## شغل
استودنیکوف فعالیت کارآفرینی خود را در دهه ۱۹۹۰ با فروش خرده فروشی نوشیدنی‌های الکلی، محصولات دخانی و مصالح ساختمانی آغاز کرد.
در سال ۲۰۰۶، استودنیکوف اولین فروشگاه مشروبات الکلی «قرمز و سفید» را در شهر کوپیسک، که در ده کیلومتری چلیابینسک واقع شده است، افتتاح کرد. زمان‌بندی بسیار خوبی بود، زیرا بسته شدن واردات به نفع معرفی منجر به کمبود الکل شد.
در اکتبر ۲۰۱۸، فروشگاه زنجیره‌ای «رد اند وایت» شامل ۶۷۰۰ فروشگاه بود و «سریع‌ترین رشد را در بین خرده‌فروشان بزرگ» در روسیه داشت . سرگئی استودنیکوف در مصاحبه‌ای با آر بی اس گفت: «فروشگاه‌های ما مشروب‌فروشی نیستند، بلکه «فروشگاه‌های رفاهی» هستند، یعنی فروشگاه‌هایی که در فاصله پیاده‌روی قرار دارند. در فروشگاه‌های مشروبات الکلی، سهم فروش الکل ۸۰ تا ۹۰ درصد است و برای ما کمتر از یک چهارم است. هر چیز دیگری غذا، نوشیدنی، کالاهای روزمره و دخانیات است. این قالب تقاضای زیادی دارد، در بازارهای جهانی و روسیه یک روند است، اکثر رقبای ما نیز شروع به توسعه فعال در این قالب کرده‌اند. عجیب است که ما را به رشد سریع متهم کنند، در حالی که در بین مصرف‌کنندگان در سراسر جهان تقاضا وجود دارد. به عنوان مثال، در ژاپن ۱۰۰ هزار فروشگاه با این قالب وجود دارد.»
در سال ۲۰۱۹، با درآمد ۳۰۱ میلیارد روبل در سال ۲۰۱۸، زنجیره «قرمز و سفید» در پنجمین رتبه‌بندی سالانه آر بی اس-۵۰۰، رتبه ۴۶ را کسب کرد. بزرگ‌ترین شرکت‌های روسیه از نظر درآمد. رشد درآمد از سالی به سال دیگر ۴۳٪ بود (رتبه ۶۰ در رتبه‌بندی سال ۲۰۱۸، درآمد سال ۲۰۱۷، ۲۱۰ میلیارد روبل بود)
در سپتامبر ۲۰۱۹، فروشگاه زنجیره‌ای «قرمز و سفید» ۸۱۴۱ فروشگاه در ۵۶ منطقه روسیه داشت و از نظر نرخ رشد درآمد در پنج سال گذشته، در بین ۵۰۰ شرکت روسی موجود در رتبه‌بندی آر بی اس-۵۰۰ در جایگاه سوم قرار داشت. بزرگ‌ترین شرکت‌های روسی بر اساس درآمد.
در سال ۲۰۱۹، سرگئی استودنیکوف به همراه ایگور کسایف (مالک گروه شرکت‌های دیکسی و یکی از مالکان فروشگاه‌های زنجیره‌ای بریستول) و سرگئی کاتسیف (یکی از مالکان فروشگاه‌های زنجیره‌ای بریستول) تصمیم گرفتند فروشگاه‌های زنجیره‌ای را در یک فروشگاه واحد ادغام کنند.
در سپتامبر ۲۰۱۹، سهامداران زنجیره‌های خرده‌فروشی گروه شرکت‌های دیکسی (فروشگاه‌های دیکسی و ویکتوریا و زنجیره فروشگاه‌های اورال مگامارت)، «رد اند وایت» و بریستول ادغام کسب‌وکارهای خرده‌فروشی خود را تکمیل کردند و شرکت هلدینگ گروه خرده فروشی مگا دی کی بی آر لیمیتد را ایجاد کردند که متعاقباً به گروه خرده فروشی مرکوری محدود تغییر نام داد. طبق شرایط این ادغام، بنیان‌گذار زنجیره خرده‌فروشی «رد اند وایت»، سرگئی استودنیکوف، ۴۹٪ و مالکان دیکسی و بریستول، ایگور کسایف و سرگئی کاتسیف، ۵۱٪ از سهام را در اختیار دارند. ادغام این سه خرده‌فروش، توازن قدرت در خرده‌فروشی مواد غذایی را به‌طور قابل توجهی تغییر داد. این گروه از شرکت‌ها طبق گزارش فوربس، جایگاه سوم را در بین بزرگ‌ترین خرده‌فروشان روسیه کسب کردند، بر اساس نتایج نیمه اول سال ۲۰۲۱ در رتبه‌بندی انتشارات کومرسانت به سومین خرده‌فروش بزرگ تبدیل شدند، طبق گزارش فوربس، با کسب جایگاه سیزدهم، وارد رتبه‌بندی "۲۰۰ شرکت خصوصی بزرگ روسیه - ۲۰۲۱" شدند، طبق گزارش آر بی اس در رتبه‌بندی "آر بی اس-۵۰۰. بزرگترین شرکت‌های روسیه بر اساس درآمد"، به سومین کارفرمای خصوصی بزرگ در روسیه و سومین شرکت در روسیه از نظر درآمد در بخش تجارت تبدیل شدند.
در سال ۲۰۲۱، شرکای گروه خرده‌فروشی مرکوری با مگنیت بر سر قراردادی به توافق رسیدند که بر اساس آن ۲۴۵۸ فروشگاه دیکسی و ۳۹ فروشگاه مگامارت فروخته شدند.
به گفته سرگئی استودنیکوف، این معامله به هیچ وجه بر کار زنجیره «رد اند وایت» تأثیری نخواهد گذاشت و سهام سهامداران گروه خرده‌فروشی مرکوری به همان نسبت باقی خواهد ماند. استودنیکوف گفت: «شرکای گروه خرده‌فروشی مرکوری تصمیم گرفتند برای تقویت جایگاه خود در بازار، بر توسعه زنجیره‌های «رد اند وایت» و بریستول تمرکز کنند.»
تا پایان سال ۲۰۲۱، فروشگاه‌های زنجیره‌ای «قرمز و سفید» ۱۰۳۲۵ فروشگاه در ۶۱ منطقه روسیه دارد. در پایان سال ۲۰۲۲، تعداد فروشگاه‌های این زنجیره به ۱۳۰۰۰ فروشگاه در ۷۲ منطقه کشور رسید.
در سال ۲۰۲۳، سرگئی استودنیکوف و شرکایی که مالک هلدینگ قبرسی گروه خرده فروشی مرکوری محدود هستند، هلدینگ هلدینگ خرده فروشی جیوه را در حوزه قضایی روسیه تأسیس کردند. ساختار سهامداران همان ساختار سازمان قبرسی است: ۴۵٪ متعلق به سرگئی استودنیکوف، ۴٪ به یکی از اعضای خانواده‌اش، ۳۷٫۲۵٪ به ایگور کسایف، ۷٫۶۹٪ به سرگئی کاتسیف. در پایان سال ۲۰۲۲، گردش مالی گروه خرده‌فروشی مرکوری (که زنجیره‌های «قرمز و سفید» و بریستول را مدیریت می‌کند) به ۹۹۳ میلیارد روبل رسید.
طبق محاسبات فوربس، سود کل شرکت‌های تابعه گروه هلدینگ خرده‌فروشی مرکوری در سال ۲۰۲۰، ۲۹٫۳ میلیارد روبل، در سال ۲۰۲۱، ۴۲٫۳ میلیارد روبل و در سال ۲۰۲۲، ۵۵٫۱ میلیارد روبل بوده است. طبق تخمین‌های فوربس، سود خالص گروه هلدینگ خرده‌فروشی مرکوری در پایان سال ۲۰۲۲ از ۴۸ میلیارد روبل فراتر رفته است. این رقم بالاتر از سود بزرگ‌ترین زنجیره‌های خرده‌فروشی - گروه ایکس۵ و مگنیت - است. در عین حال، گردش مالی هلدینگ خرده‌فروشی مرکوری ۲٫۵ برابر کمتر از رهبران خرده‌فروشی مواد غذایی است؛ بنابراین، این شرکت وارد ۵ رهبر برتر در گردش مالی شد و به سودآورترین شرکت خرده‌فروشی در روسیه تبدیل شد. همچنین، «رد اند وایت» در رتبه‌بندی «۱۵ کارفرمای بزرگ در روسیه» رتبه یازدهم را کسب کرد. طبق رتبه‌بندی فوربس، تعداد کل کارمندان این شبکه به ۱۴۱ هزار نفر رسید.
در سال ۲۰۲۳، فروشگاه زنجیره‌ای «قرمز و سفید» بیش از ۳٫۵ هزار فروشگاه جدید در ۷۶ منطقه کشور، سه انبار و یک دفتر در نووسیبیرسک افتتاح کرد. ایوان فدیاکوف، بنیان‌گذار و رئیس گروه شرکت‌های ینفولینه، در بخشی از کنفرانس آنلاین «بازار مصرف روسیه: چالش‌های کلیدی ۲۰۲۴» گفت: «این اتفاق در تاریخ کشور ما هرگز رخ نداده است، هیچ شرکتی چنین تعداد فروشگاهی - ۴٫۵ هزار - نفر را نفروخته است. این یعنی بیش از ۱۰ فروشگاه در روز، سرعتی خارق‌العاده و شگفت‌انگیز. قالب و استراتژی هلدینگ خرده‌فروشی مرکوری برای مقیاس‌بندی و توسعه سودآور و موفق بوده است. سرعت افتتاح فروشگاه‌ها همچنین بر پویایی مثبت درآمد شرکت‌ها - ۱۹٫۷٪ - تأثیر می‌گذارد.
در نیمه اول سال ۲۰۲۳، سهم ده خرده‌فروش پیشرو در حوزه کالاهای مصرفی سریع از ۳۸٫۵٪ به ۴۰٫۷٪ در بازار خرده‌فروشی مواد غذایی افزایش یافت. این داده‌ها توسط گروه کاری INFOLine ارائه شده است که به‌روزرسانی پایگاه داده TOP-200 بزرگ‌ترین زنجیره‌های خرده‌فروشی کالاهای مصرفی سریع روسیه را به پایان رسانده است؛ بنابراین، هلدینگ خرده‌فروشی مرکوری در مجموع نفوذ خود را ۰٫۵۵ درصد افزایش داد که ۰٫۴۹ درصد آن به دلیل گسترش زنجیره «Red&White» بود که پس از گروه X5 در رتبه دوم قرار دارد.
این شرکت به یکی از واردکنندگان پیشرو آبجو به روسیه تبدیل شده و وارد ۵ واردکننده بزرگ شراب شده است. طبق گزارش کومرسانت، حدود ۴۴ درصد از واردات آبجو در سال ۲۰۲۳ توسط «رد اند وایت»، بریستول و گروه X5 (پیاتروچکا، پرکرستوک) تأمین شده است.
زنجیره «قرمز و سفید» سالانه در بین ۵۰ کارفرمای بزرگ روسیه قرار می‌گیرد. طبق رتبه‌بندی فوربس، تعداد کل کارمندان این زنجیره به ۱۴۱ هزار نفر رسیده است. این شرکت رتبه یازدهم را دارد.
محصولات زنجیره «قرمز و سفید» در سال ۲۰۲۳ توسط کارشناسان داخلی و بین‌المللی مورد توجه قرار گرفتند، در رتبه‌بندی «راهنمای شراب روسیه-۲۰۲۳» روسکاچستوو قرار گرفتند، در راهنمای شراب علاقه‌مند به شراب مورد توجه قرار گرفتند و توسط راهنمای معروف شراب شیلی دسکو چادوس رتبه‌بندی شدند.
در پایان نیمه اول سال ۲۰۲۴، فروشگاه زنجیره‌ای «رد اند وایت» با افتتاح ۱۸۷۴۱ فروشگاه در ۷۶ منطقه، از نظر تعداد فروشگاه‌ها در کشور به جمع ۵ فروشگاه برتر راه یافت و از نظر پویایی رشد فضای خرده‌فروشی به یکی از رهبران تبدیل شد. این شرکت همچنین طبق رتبه‌بندی کانال‌های تلگرامی مرکز اطلاعات تجارت مدرن شراب، در بخش «بهترین انتخاب شراب در قالب سوپرمارکت آلکوستور/شراب»، رتبه اول را کسب کرد.

## وضعیت مالی
طبق گزارش فوربس، دارایی خالص سرگئی استودنیکوف در سال ۲۰۱۵، ۴۵۰ میلیون دلار، در سال ۲۰۱۶، ۴۰۰ میلیون دلار، در سال ۲۰۱۷، ۵۵۰ میلیون دلار، در سال ۲۰۱۹، ۸۵۰ میلیون دلار، در سال ۲۰۲۰، ۱ میلیارد دلار و در سال ۲۰۲۱، ۱٫۸ میلیارد دلار بوده است.
در اکتبر ۲۰۱۸، بلومبرگ دارایی خالص استودنیکوف را بیش از ۱ میلیارد دلار تخمین زد. او شهروند مونته‌نگرو است.
او در رتبه‌بندی مجله فوربس از «۲۰۰ تاجر ثروتمند روسیه ۲۰۲۱» قرار گرفت، جایی که با دارایی خالص ۱٫۸ میلیارد دلار، رتبه ۷۸ را کسب کرد.
در سال ۲۰۲۳، طبق تخمین‌های فوربس، او در رتبه‌بندی «۱۱۰ میلیاردر روسی. رتبه‌بندی فوربس - ۲۰۲۳» قرار گرفت.
طبق گزارش فوربس، در سال ۲۰۲۴، ثروت این تاجر ۵۷ ساله ۱۱۳ درصد افزایش یافت و به ۳٫۲ میلیارد دلار رسید. سرگئی استودنیکوف تنها میلیاردر روسیه شد که ثروتش بیش از دو برابر شد. او طبق گزارش فوربس در رتبه‌بندی سالانه ثروتمندترین بازرگانان جهان قرار گرفت. در همان سال، النا سوبولوا، همسر استودنیکوف، با ثروتی بالغ بر ۲۵۰ میلیون دلار، در میان ده زن ثروتمند خودساخته روسیه قرار گرفت.
بر اساس نتایج سال ۲۰۲۴، استودنیکوف با کسب رتبه ۴۴، وارد فهرست ۱۲۵ میلیاردر برتر روسیه شد.

## زندگی شخصی
او با النا سوبولوا ازدواج کرده است و آنها دو دختر دارند.
در ۲۱ سپتامبر ۲۰۲۲، استودنیکوف و همسرش تابعیت مونته‌نگرو را دریافت کردند.